# San Giovanni Evangelista a Spinaceto
San Giovanni Evangelista a Spinaceto (lateinisch: Sancti Ioannis Evangelistae in Spinaceto) ist eine Titelkirche in Rom.

## Überblick
Die Pfarrgemeinde wurde am 1. Oktober 1969 mit dem Erlass Neminem fugit durch Kardinalvikar Angelo Dell’Acqua gegründet. Am 6. Oktober 1979 wurde die nach einem Entwurf des spanischen Architekten Julio Garcia Lafuente und des italienischen Architekten Gaetano Rebecchini erbaute moderne Kirche geweiht und der Kongregation der Familie der Barmherzigen Liebe (italienisch Figli dell'amore misericordioso (FAM)) anvertraut. Am 18. November 1979 besuchte Papst Johannes Paul II. die Kirche und Pfarrgemeinde.
Am 25. Mai 1985 erfolgte die Erhebung zur Titelkirche der römisch-katholischen Kirche durch Papst Johannes Paul II. Namenspatron ist der Evangelist Johannes.
Der moderne Kirchenbau zeichnet sich durch eine komplexe geometrische Anordnung mit einem zentralen Plan und durch schneidende Kreise aus. Die äußere und innere Gebäudehülle wurde aus Tuffstein-Blöcken erstellt. Das Dach ist eine geformte geschwungene Betonschale. Der kreisförmige, um drei Stufen erhöhte Altarraum wird mit einem Lichtstreifen überdeckt. Die Kirche hat eine Seitenkapelle für die Wochentage.
Die Kirche befindet sich an der Via Raffaele Aversa 44 im römischen Stadtgebiet Spinaceto in der Stadtzone Tor de’ Cenci.

## Kardinalpriester
Sie wurde am 25. Mai 1985 durch Johannes Paul II. zur Titelkirche erhoben. Folgende Person war Kardinalpriester von San Giovanni Evangelista a Spinaceto
- Miguel Obando Bravo SDB, 25. Mai 1985–3. Juni 2018
- Álvaro Ramazzini, seit 5. Oktober 2019